# Martha Laurijsen
Martha Laurijsen, född den 15 april 1954 i Utrecht i Nederländerna, är en nederländsk roddare.
Hon tog OS-brons i åtta med styrman i samband med de olympiska roddtävlingarna 1984 i Los Angeles.